# Serhii Shaptala
Serhii Oleksándrovych Shaptalá (en ucraniano: Сергі́й Олекса́ндрович Шаптала́; Kostiantýnivka, 5 de febrero de 1973) es un militar ucraniano y teniente general de las Fuerzas Armadas de Ucrania. Héroe de Ucrania y Jefe del Estado Mayor General de las Fuerzas Armadas de Ucrania.

## Biografía
Serhii Shaptalá nació el 5 de febrero de 1973 en Kostiantýnivka en el distrito de Smilyansky del Óblast de Cherkasy, RSS de Ucrania. En 1990, ingresó dos veces en el Comando Superior All-Military de Kiev de la Academia Militar Frunze Bandera Roja, la cual, durante sus estudios, se convirtió en parte del Instituto de Fuerzas Terrestres de Odesa. En febrero de 2013, fue nombrado comandante del 300.º Regimiento Mecanizado Independiente de Chernivtsí. A finales del mismo año se disolvió el regimiento.
En 2014-2017, fue comandante de la 128.ª Brigada de Infantería de Montaña Mukáchevo. Miembro de la ATO/OOS, participó directamente en la Batalla de Debáltseve.
En noviembre de 2016, el Comité de Investigación de la Federación de Rusia abrió una causa penal contra Shaptalá y otros militares ucranianos por «bombardeo de artillería pesada dirigido contra infraestructura civil en Donbás».
De 2017 a 2020, fue Jefe de Estado Mayor y Primer Subcomandante del Comando Operacional Sur. En abril de 2020, fue nombrado Comandante del Comando Operacional Occidente.
Desde el 28 de julio de 2021, es Jefe del Estado Mayor General de las Fuerzas Armadas de Ucrania.

## Reconocimientos
- Héroe de Ucrania con la Medalla de la Estrella de Oro (18 de febrero de 2015) por valor personal, heroísmo y alta profesionalidad, demostrado en defensa de la soberanía estatal y la integridad territorial de Ucrania, servicio desinteresado al pueblo ucraniano.
- Orden de Bohdán Jmelnitski III clase (26 de febrero de 2015) por el coraje personal y el heroísmo mostrados en la defensa de la soberanía estatal y la integridad territorial de Ucrania, lealtad al juramento militar.
- El 23 de agosto de 2018, por Decreto del presidente de Ucrania N.º 242/2018, se le otorgó el grado militar de mayor general.
- El 24 de agosto de 2021, por Decreto del presidente de Ucrania N.º 425/2021, se confirió el grado militar de teniente general.[7]